# Ormanäs stugby
Ormanäs stugby är en bebyggelse norr om Västra Ringsjön i Munkarps socken i Höörs kommun. Från 2015 till 2023 avgränsade SCB här en småort.